# Club Querétaro
Il Club Querétaro è stata una società calcistica messicana con sede a Santiago de Querétaro.
Fu una delle due società dalla cui fusione nacque il moderno Querétaro, nonché la prima società a portare lo storico club nato negli anni '50 in prima divisione per la prima volta.

## Storia
Il club fu fondato nel 1988 con il nome Club Querétaro ed occupò il posto in seconda divisione lasciato vacante dal Santos Laguna, passato in Primera División dopo aver acquistato gli Ángeles de Puebla.
Ben presto si instaurò una forte rivalità fra il club appena fondato e i Gallos Blancos de la UAQ, club fondato alcuni anni prima come prosecuzione del Querétaro nato negli anni '50. I due club competerono in Segunda División nelle stagioni 1988-1989 e 1989-1990, dopodiché il Club Querétaro acquistò la franchigia del Tampico Madero ottenendo un posto in Primera División, secondo club della città a parteciparvi dopo gli Atletas Campesinos.
La squadra, posta sotto la guida di Ricardo La Volpe, non ottenne i risultati attesi dalla proprietà nonostante la presenza di calciatori come Rubén Omar Romano, Sergio Bueno, Miguel Herrera e Sergio Almaguer, mancando la qualificazione alla Liguilla nel campionato 1990-1991. A metà della stagione seguente vi fu un cambio di proprietà con il club che passò dal tradizionale completo celeste ad uno a strisce azzurro-nere, molto simile a quello dell'Atletas Campesinos.
Nelle stagioni successive si ritrovò a lottare nella parte bassa della classifica ed al termine della stagione 1993-1994 retrocesse direttamente in Segunda División, nel frattempo diventata terza divisione del Campionato messicano di calcio in seguito alla nascita della Primera "A".
Nel 1998 si fuse con i Gallos Blancos de la UAQ, dando vita al moderno Querétaro.

## Altre voci
- Querétaro Fútbol Club